# 小別列茲尼
48°51′51″N 22°26′34″E / 48.86417°N 22.44278°E
小別列茲尼（烏克蘭語：Малий Березний）是烏克蘭西部的村莊，隸屬外喀爾巴阡州的烏日霍羅德區。該村始建於1427年，面積5.42平方公里，海拔高度193米，2001年人口1,597，人口密度每平方公里29.46人。